# Nosferattus discus
Espèce
Nosferattus discus est une espèce d'araignées aranéomorphes de la famille des Salticidae.

## Distribution
Cette espèce est endémique du Maranhão au Brésil,. Elle se rencontre dans le parc national des Lençóis Maranhenses.

## Description
Le mâle holotype mesure 3,85 mm et la femelle paratype 4,35 mm, les mâles mesurent de 3,55 à 4,15 mm et les femelles de 3,80 à 5,00 mm.

## Publication originale
- Ruiz & Brescovit, 2005 : Three new genera of jumping spider from Brazil (Araneae, Salticidae). Revista Brasileira de Zoologia, vol. 22, no 3, p. 687-695 (texte intégral).